# František Důbrava
František Důbrava, uváděn též jako Dúbrava (6. dubna 1855 Těšov – 1926), byl rakouský politik z Moravy; poslanec Moravského zemského sněmu.

## Biografie
Narodil se roku 1855 jako syn Františka Důbravy (Franz Dubrava), pololáníka v Těšově. Uvádí se coby starosta Těšova.
Koncem 19. století se zapojil i do vysoké politiky. V zemských volbách v roce 1896 byl zvolen na Moravský zemský sněm, kde zastupoval kurii venkovských obcí, obvod Uherský Brod, Valašské Klobouky, Vizovice. V roce 1896 se na sněm dostal jako kandidát Katolické strany národní na Moravě coby jeden ze čtyř jejích kandidátů. V roce 1898 přistoupil Důbrava a dále poslanci Vincenc Ševčík, Josef Sýkora a František Weber na sněmu do poslaneckého klubu českých poslanců. V zemských volbách v roce 1902 nekandidoval a přenechal kandidaturu Mořici Hrubanovi.